# Мансуров, Павел Александрович
Павел Александрович Мансуров (1756—1834) — русский дворянин, камергер, тайный советник, сенатор, герольдмейстер, бригадир.

## Биография
Родился 12 (23) мая 1756 года в семье казанского обер-коменданта Александра Яковлевича Мансурова и Аграфены Ивановны, урождённой Леонтьевой. Его сестра Екатерина (ум. 1831) была женой московского богача И. Д. Трубецкого. Брат Борис в 1805—1814 годах возглавлял Казанскую губернию.
В молодости служил в Измайловском полку. В 1818—1822 годах был герольдмейстером.
В 1823 году стал сенатором. В 1825—1826 годах П. А. Мансуров был членом Верховного уголовного суда от Сената по делу декабристов. Вышел в отставку в чине бригадира. Перешёл в статскую службу, где дослужился до чина тайного советника.
Жил в Петербурге в Эртелевом переулке, куда после смерти мужа перебралась из Москвы и его сестра Трубецкая.
Умер 27 сентября (9 октября) 1834 года. Похоронен на Лазаревском кладбище Александро-Невской лавры (гранитный саркофаг) вместе со второй женой.

## Семья
- Сын — Александр Павлович Мансуров (1788—1880), генерал от инфантерии, посланник в Ганновере и Гааге в 1857—1866 годах.
- Дочь — Анастасия Павловна Мансурова (1789—1830), была замужем за тайным советником, камергером П. П. Новосильцевым.

В 1800-х годах женился на вдове Екатерине Андриановне (1780—27.11.1820), в первом браке Мордвиновой, во втором — Талызиной. Умерла от чахотки, похоронена в Александро-Невской лавре. В доме Мансурова воспитывались его пасынки, дети сенатора Дмитрия Михайловича Талызина (1760—?):
- Иван Дмитриевич (1799—1844), оренбургский гражданский губернатор.
- Татьяна Дмитриевна (?—1857), замужем за англичанином фон-Фьюсоном.
- Анна Дмитриевна, жила в монастырях.
- Прасковья Дмитриевна (?—1864)
- Наталья Дмитриевна (?—1845)